# Louis Stüting
Louis Stüting (* 21. Dezember 1844 in Elberfeld (heute Stadtteil von Wuppertal); † 4. November 1921 in Barmen) war ein deutscher Hoffotograf.

## Kindheit und spätere Ausbildung
Stüting war der Sohn des Dekorationsmalers Johan Karl Stüting. Da seine Mutter bei der Geburt starb, gab der Vater ihn ins Elberfelder Armenhaus. Dort blieb Stüting bis zu seinem 13. Lebensjahr und kam 1854 ins neue Waisenhaus am Arrenberg. 1857 begann er eine Lehre als Fotograf beim Bildhauer, Zeichenlehrer und Fotografen Paul Eduard Liesegang.

## Beruflicher Werdegang

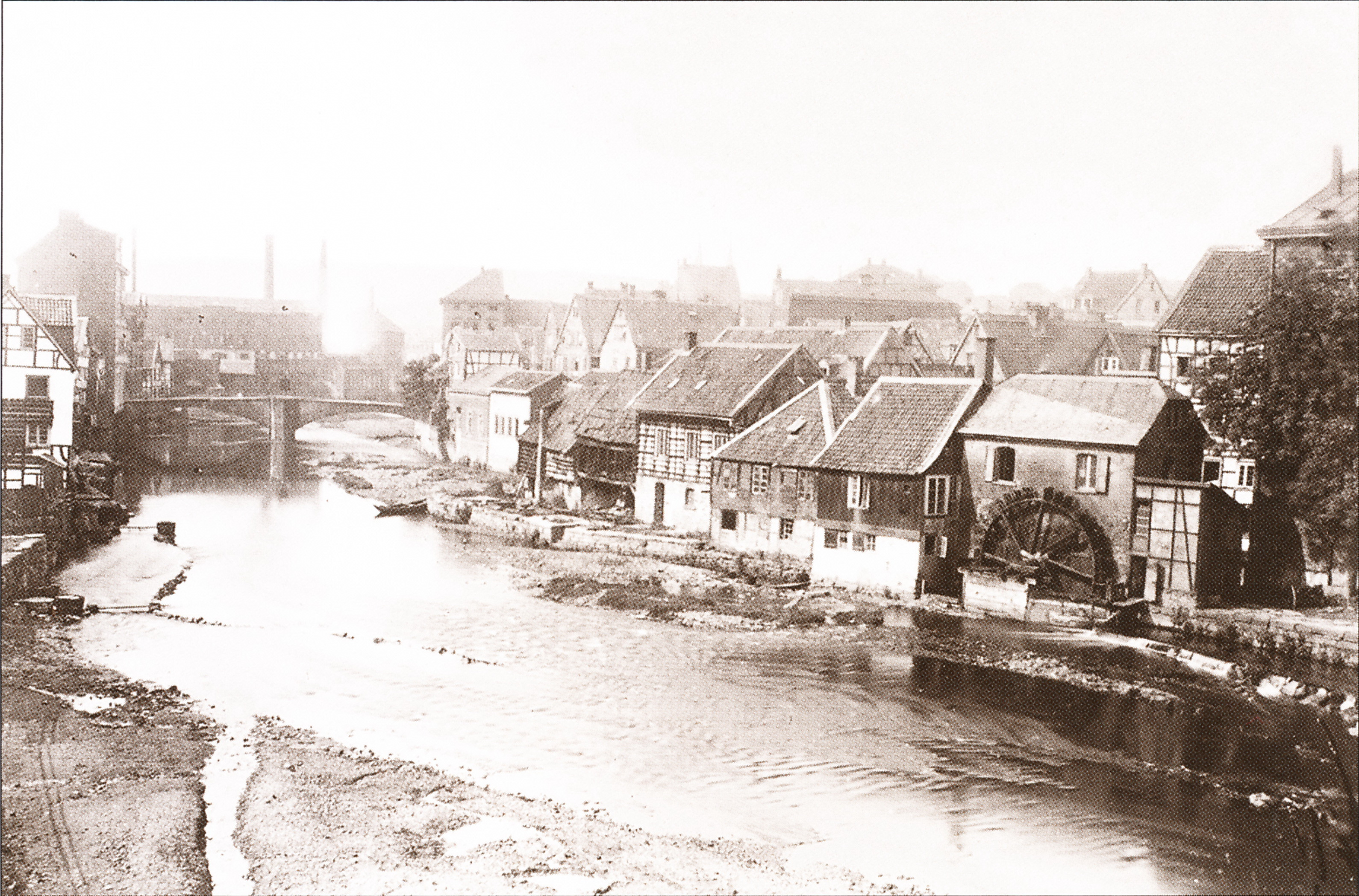
Ein Bild von Stüting aus Elberfeld um 1870

1861 wurde Stüting vom Fotografen Hühnerjäger aus Groningen abgeworben und bereits im darauffolgenden Jahr ging Stüting zu Prof. Egenberger nach Amsterdam. 1865 begann Stüting, sich mit Aufnahmen von Elberfelder Bürgern selbständig zu machen. 1866 errichtete er ein festes Atelier im Hinterhaus der Berliner Str. 124 (heute: Hardtufer/Hünefeldstraße).
1867 wurde Stüting mit Arbeiten für den preußischen König Friedrich Wilhelm betraut: Stüting fotografierte die Preußische Gardekapelle unter Leitung von Kapellmeister Wilhelm Wieprecht. Kurz darauf beauftragte ihn Fürst Karl Anton von Hohenzollern-Sigmaringen, fotografische Aufnahmen zu machen und ernannte Stüting mit Wirkung vom 1. Januar 1868 zu seinem Hoffotografen.
Dies erlaubte Stüting, am 21. Dezember 1868 Lydia Boecker, gen. Lyddi, zu heiraten. Das Ehepaar zog erst nach Düsseldorf und später nach Mainz, kam aber 1874 wieder nach Elberfeld zurück. Stüting mietete das Haus seiner Schwiegereltern in der Berliner Str. 78. 1879 zog Stüting mit seiner Familie nach Barmen in die Winklerstraße, wo er am 4. November 1921 starb. Er war der Vater des späteren Gartenarchitekten Arthur Stüting.

## Bedeutung
Die herausragende Stellung Stütings besteht darin, dass seine Fotografien, die in großformatigen Prachtbänden veröffentlicht und später von Ansichtskartenverlagen nachgedruckt wurden, zu den ältesten namentlich gezeichneten Bildzeugnissen von Elberfeld und Barmen gehören.